# جورج هاركر
جورج هاركر (بالإنجليزية: George Harker)‏ هو عالم أسترالي، ولد في 12 فبراير 1878، وتوفي في 15 أبريل 1957 في سيدني في أستراليا.